# Exetastes alticola
Exetastes alticola là một loài tò vò trong họ Ichneumonidae.